# Benavides (Teksas)
Benavides – miasto w Stanach Zjednoczonych, w stanie Teksas, w hrabstwie Duval.